# Leandro Hernández
Leandro Hernández (Espanya, segle XIX). Fou un mestre de capella i organista. A les actes capitulars de la Catedral d'Àvila s'hi recullen algunes notícies sobre aquest mestre. El maig de 1879 sol·licità fer les oposicions i el dia 26 d'aquest mateix mes, el tribunal el va nomenar per unanimitat "Mestre de Capella amb càrrec de primer organista". Conservà aquest càrrec, amb freqüents problemes amb el Capítol, fins al 8 de juny de 1887 que presentà la seva renúncia. Fou aquell any quan intentà anar a Saragossa.

## Obres[1]
Es coneixen algunes obres seves de poc valor musical.
- Gloria sin fin a Teresa, H, p (B. Eslava)
- Adiós reina del cielo, 2V, org, E:ALB
- Por vuestro bien y alegría, Go, 3V, E:SD